# مایکل (فیلم ۱۹۹۶)
مایکل (انگلیسی: Michael) فیلمی در ژانر کمدی رمانتیک و کمدی-درام به کارگردانی نورا افرون است که در سال ۱۹۹۶ منتشر شد.

## بازیگران
- جان تراولتا
- اندی مک‌داول
- ویلیام هرت
- باب هاسکینز
- رابرت پاستریولی
- جین استاپلتون
- تری گار
- جوی لورن آدامز
- کارلا گوجینو
- کاترین لوید برنس
- ریچارد شیف